# Стоянов, Киро
Киро Стоянов (макед. Kiro Stojanov, 9 апреля 1959, с. Радово, СФРЮ) — македонский католический епископ, возглавляющий обе католические структуры страны — епархию Скопье латинского обряда и Македонскую грекокатолическую церковь

## Биография
Родился 9 апреля 1959 года в селе Радово, современная община Босилово.
6 апреля 1986 года рукоположен в священники. 4 января 1999 года назначен вспомогательным епископом епархии Скопье, 1 мая 1999 года состоялась епископская хиротония, главным консекратором на которой был архиепископ Мирослав (Марусин). Как и все вспомогательные епископы Католической церкви Киро Стоянов стал титулярным епископом с титулом епископа Центурионеса. Епископским лозунгом выбрал фразу «Ut unum sint» («Да будут все едино»). Стоянов стал первым католическим епископом, македонцем по национальности, за 104 года. Он был священником, а затем и епископом-биритуалистом, имел право служить литургию и в латинском и в византийском обряде.
Католическая церковь в Республике Македонии структурно делится на епархию Скопье латинского обряда (около 3,5 тысяч человек) и грекокатолическую епархию Успения Пресвятой Богородицы в Струмице — Скопье (до 2018 года — апостольский экзархат Македонии), которая составляет Македонскую грекокатолическую церковь (около 11,5 тысяч человек). Несмотря на независимость двух структур, в связи с малочисленностью их традиционно возглавляет один епископ.
20 июля 2005 года Киро Стоянов назначен епископом Скопье и апостольским экзархом Македонской грекокатолической церкви вместо скончавшегося епископа Иоакима Хербута. Епископ Киро Стоянов занимает активную позицию в диалоге и налаживании добрососедских отношений между различными религиозными группами Македонии.